# Ulachan-Sis

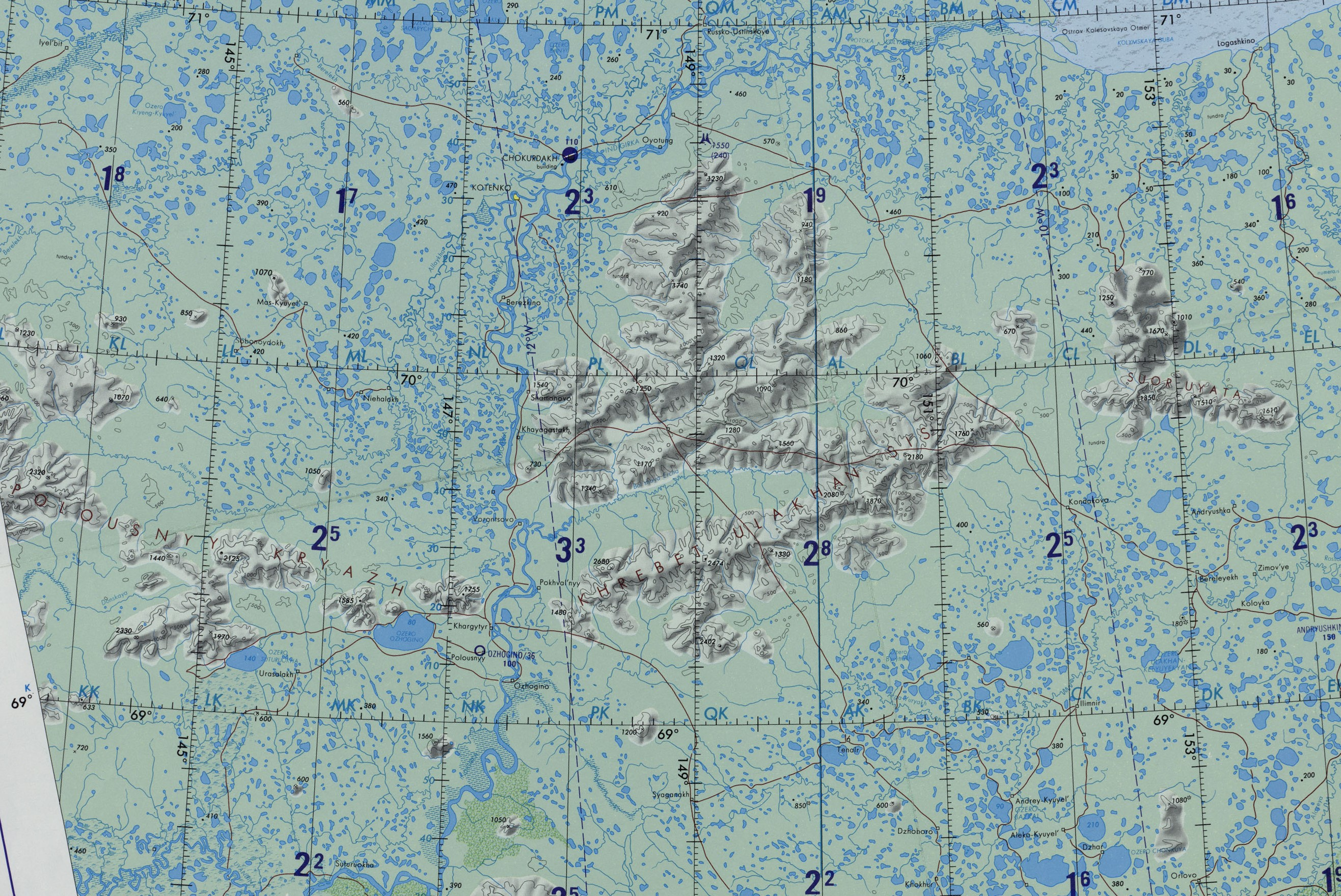
Mappa dell'area

Gli Ulachan-Sis (in russo Улахан-Сис?) sono una catena montuosa della Siberia Orientale. Si trovano nella Repubblica Autonoma della Sacha-Jacuzia, in Russia. 
Sono la continuazione verso est delle Alture Polousnyj. La lunghezza del crinale è di circa 160 km. Si estendono dall'Indigirka (a ovest) fino alle sorgenti del fiume Sundrun (a est). La catena è delimitata a nord-ovest dai corsi della Bol'šaja Ėrča e del Šandrin, a sud-est dai corsi del Chatystach e dell'Arga-Jurjach. L'altezza della dorsale raggiunge i 754 m ed è composta da graniti, arenarie devoniane e rocce effusive.